# Филип I фон Шварцбург-Лойтенберг
Филип I (II) фон Шварцбург-Лойтенберг (на немски: Philip I (II) von Schwarzburg-Leutenberg; * ок. 1540; † 8 октомври 1564, Лайпциг) от род Шварцбурги, е граф на Шварцбург-Лойтенберг.

## Биография
Той е най-малкият син на Йохан Хайнрих фон Шварцбург-Лойтенберг (1496 – 1555) и съпругата му Маргарета фон Ройс-Вайда († 1569), наследничка на Вилденфелс, дъщеря на Хайнрих XXIV (XXII), „Млади“ фон Вайда († 1531) и графиня Маргарета фон Мансфелд-Кверфурт († 1531).
Филип I се жени на 4 декември 1559 г. в Залфелд за принцеса Катарина от Брауншвайг-Грубенхаген (* 30 август 1524, † 24 февруари 1581), вдовица на херцог Йохан Ернст фон Саксония-Кобург († 8 февруари 1553), дъщеря на херцог Филип I фон Брауншвайг-Грубенхаген (1476 – 1551) и втората му съпруга Катерина фон Мансфелд (1501 – 1535). Бракът е бездетен.
Филип II (I) фон Шварцбург-Лойтенберг умира бездетен на 8 октомври 1564 г. в Лайпциг и е погребан в Лойтенберг. С него линията Шварцбург-Лойтенберг изчезва и град Лойтенберг отива на Шварцбург-Рудолщат.